# Philippe Chuit
Philippe Chuit, né le 1er mai 1866 à Plainpalais et mort le 30 janvier 1939 à Lancy, est un chimiste suisse. 
Avec Léon Givaudan et Leopold Ruzicka, il est l'un des pionniers de la création de parfums synthétiques. L'un des parcs publics de la ville de Lancy, Parc Chuit, porte le nom de Philippe Chuit.
Il est le fondateur, avec Jean-Martin Naef (de), de la compagnie Chuit & Naef qui deviendra plus tard Firmenich & Cie.

## Sources
- Armand Buchs, « Philippe Chuit » dans le Dictionnaire historique de la Suisse en ligne, version du 11 février 2005.